# Tursynbai Kulajmet
Tursynbai Kulajmet (en kazajo: Тұрсынбай Құлахмет; Kyzylorda, 27 de enero de 1994) es un deportista kazajo que compite en boxeo. Ganó una medalla de bronce en el Campeonato Mundial de Boxeo Aficionado de 2019, en el peso medio.

## Palmarés internacional
| Campeonato Mundial | Campeonato Mundial    | Campeonato Mundial | Campeonato Mundial |
| Año                | Lugar                 | Medalla            | Categoría          |
| ------------------ | --------------------- | ------------------ | ------------------ |
| 2019               | Ekaterimburgo (Rusia) | Medalla de bronce  | 75 kg              |